# Octarrhena cladophylax
Octarrhena cladophylax là một loài thực vật có hoa trong họ Lan. Loài này được (Rchb.f.) P.F.Hunt mô tả khoa học đầu tiên năm 1970.